# Ali Beykoz
Ali Beykoz (* 14. November 1964 in Hınıs) ist ein ehemaliger türkischer Fußballspieler und -trainer.

## Spielerkarriere
Beykoz kam 1964 in Hınıs, einem Landkreis der Provinz Erzurum auf die Welt. Da sein Vater als Beamter tätig war und ihm ein Staatsdienst in der Stadt Bolu zugeteilt wurde, zog die Familie 1969 in diese Stadt. Hier spielte Beykoz bereits als Kind Straßenfußball. 1976 begann er als Zwölfjähriger in der Jugend von Boluspor mit dem Vereinsfußball. 1983 wurde er dann am Training der Profimannschaft beteiligt und in einigen Ligaspielen des Erstligisten in den erweiterten Kader aufgenommen. So gab Beykoz am 25. Dezember 1983 während der Ligapartie gegen Denizlispor sein Profidebüt. Bis zum Saisonende absolvierte er noch acht weitere Pflichtspieleinsätze für seinen Verein. In der nächsten Spielzeit eroberte sich Beykoz im Saisonverlauf einen Stammplatz und absolvierte bis zum Saisonende 22 Pflichtspieleinsätze. Da sein Verein allerdings zum Saisonende den Klassenerhalt verfehlte, entschied die Vereinsführung eine Neugestaltung im Mannschaftskader durchzuführen. Als Resultat verließ auch Beykoz den Verein und wechselte zum Zweitligisten Konyaspor. Bei diesem Verein arbeitete er unter anderem mit dem damals im türkischen Fußball hochgehandelten Trainer Kadri Aytaç zusammen und entwickelte sich zu einem der auffälligsten Spieler der Türkiye 2. Futbol Ligi.
Nach zwei Jahren für Konyaspor beabsichtigte er seinen Vertrag bei diesem Verein zu verlängern. Zu dieser Zeit versuchte der Traditionsverein Adanaspor, der nach erfolgreichen Jahren 1984 in der Türkiye 1. Futbol Ligi in die 2. Lig abgestiegen war, mit einem starken Kader wieder in 1. Liga aufzusteigen. Zu diesem Zweck versuchte man neben gestandenen Profis auch Shootingstars wie Beykoz zu verpflichten. So verhandelten die Verantwortlichen mit Beykoz. Dieser hatte zu diesem Zeitpunkt nicht die Absicht Konyaspor zu verlassen. Da er aus Höflichkeit sich nicht traute Adanaspor eine direkte Absage zu erteilen, gab er eine für diese Zeit hohe Gehaltsforderung an. Zu seiner Überraschung willigte Adanaspor zu und so wechselte Beykoz im Sommer 1987 innerhalb der Liga zu Adanaspor. Bei seinem neuen Verein gelang ihm auf Anhieb der Sprung in die Stammformation. Obwohl er bisher im Mittelfeld tätig war, fiel er bereits in den ersten Spieltagen durch seine Torgefährlichkeit auf. So wurde er vom Trainer Ali Hoşfikirer im Sturm eingesetzt. Hier avancierte Beykoz zum Goalgetter. Sein Verein beendete die Zweitligasaison 1987/88 als Meister und erreichte somit den langersehnten Aufstieg in die 1. Liga. Beykoz wurde aufgrund seiner 17 Saisontoren und seinen Torvorlagen großen Anteil an diesem Erfolg zugesprochen. Zur neuen Saison übernahm mit Gündüz Tekin Onay ein neuer Trainer die Mannschaft. Dieser setzte Beykoz wieder im Mittelfeld ein. Auch wusste Beykoz zu überzeugen und spielte in nahezu allen Pflichtspielpartien seines Vereins.
Mit seinen Leistungen in der Saison 1998/89 schaffte Beykoz es in die Transferliste alle größeren Vereine der Liga. Bursaspor setzte sich mit Beykoz am schnellsten in Verbindung. Direkt nach der Partie des letzten Spieltages gegen Rizespor wurde Beykoz von den Verantwortlichen von Bursaspor abgeholt und nach Bursa gebracht. Hier wurde er auf dem Anwesen des örtlichen Mäzen Cavit Çağlar 26 Tag lang, bis zum Ende der Transferperiode aufgehalten, und der Wechsel zu einem anderen Verein verhindert. Beykoz selber sympathisierte mit einem Wechsel zu Galatasaray Istanbul. Da Bursaspor Beykoz das gleiche Gehalt wie Galatasaray anbot und Beykoz von einem Wechsel überzeugen konnte, unterschrieb Beykoz bei Bursaspor und wurde damit der bis dato teuerste Transfer der Vereinsgeschichte. Auch bei seinem neuen Arbeitgeber gelang ihm auf Anhieb der Sprung in die Stammformation. Hier arbeitete er erst mit dem Trainer Yılmaz Gökdel und nach dessen Vertragsauflösung zum 5. Spieltag der Saison mit dem jungen Trainer Yılmaz Vural. Zum Saisonende beendete Bursaspor die Saison 1989/90, während Beykoz zusammenspiel mit seinem Teamkollegen Nenad Bijedić von der Fachpresse gelobt wurde. Zur neuen Saison wurde mit dem Rumänen Ion Nunweiller ein neuer Trainer bei Bursaspor vorgestellt. Obwohl Bursaspor unter diesem Trainer unerwartet schlechte Ergebnisse erhielt, zählte Beykoz zu den wichtigsten Leistungsträgern seiner Mannschaft. Nachdem Nunweiller zur Winterpause durch Đorđe Milić ersetzt wurde, steigerte sich die Mannschaftsleistung und man beendete die Saison auf dem 8. Tabellenplatz. Im Sommer 1991 endete Beykoz' Vertrag mit Bursaspor. Der damalige Vereinspräsident İbrahim Yazıcı verhandelte mit Beykoz sechs Stunden lang und einigte sich um eine Vertragsverlängerung um ein weiteres Jahr. In die Saison 1991/92 startete der Verein mit Milić als Trainer. Dieser Trainer wurde dann durch Yılmaz Vural ersetzt. Unter diesem Trainer verlor zwar Beykoz seinen Stammplatz, jedoch kam er als Ergänzungsspieler zum Einsatz bzw. spielte von Anfang an und wurde später ausgewechselt. In dieser Saison bildete er mit damals unbekannten Spielern wie Vedat Vatansever, Ali Nail Durmuş, Hakan Şükür, Taner Ertaş und Feti Okuroğlu, die alle später zu bekannten Größen des türkischen Fußballs werden sollten, eine erfolgreiche Mannschaft. Beykoz zählte mit solchen Routiniers wie Feyzullah Küçük, Turan Şen und Ján Gabriel zu den erfahrenen Spielern. Mit dieser Mannschaft erreichte man den 6. Tabellenplatz. Im Türkischen Fußballpokal derselben Spielzeit erreichte man das Finale. Im damals mit Hin- und Rückspiel ausgespielten Pokalfinale gewann Bursa das erste Spiel vor heimischer Kulisse deutlich mit 3:0 gegen Trabzonspor. Das Rückspiel verlor man mit 1:5 und verpasste so den sicher geglaubten Pokalgewinn. Nach dem verpassten Pokalgewinn trat man im Premierminister-Pokal gegen Fenerbahçe Istanbul an. Das Spiel entschied Bursaspor mit 3:1 für sich und gewann nach 1971, in dem sich der Verein schon mal mit 1:0 gegen Fenerbahçe durchsetzte, diesen Pokal zum zweiten Mal. Da Beykoz gegen Saisonende fast ausschließlich auf der Ersatzbank gesessen hatte, verließ er mit Saisonende den Verein.
Zum Sommer 1993 wechselte er zum Zweitligisten Denizlispor. Bei diesem Verein etablierte er sich auf Anhieb als Leistungsträger. Er spielte mit Verein um den Aufstieg in die 1. Liga und verpasste ihn erst an letzten Spieltag. Nach einem Jahr bei Denizlispor lagen Beykoz mehrere Transferangebote vor, wobei am meisten sich der Erstligist MKE Ankaragücü und der Zweitligist Zonguldakspor um Beykoz bemühten. Schließlich überzeugte Zonguldakspors Präsident Şemsi Denizer Beykoz zu einem Wechsel zu seinem Verein. Nachdem er ein Jahr für diesen Verein gespielt hatte, wechselte Beykoz zum Sommer 1994 zum Ligakonkurrenten Düzcespor.
Zur Saison 1996/97 wechselte er zu seinem alten Verein Adanaspor. Dieser spielte in der Zwischenzeit wieder in der 2. Liga und versuchte durch große Investitionen des neuen Vereinsbesitzers und Mäzens Cem Uzan wieder aufzusteigen. Als Trainer wurde mit Gündüz Tekin Onay jener Trainer eingestellt unter dem der Verein in den 1970er und 1980er Jahren seine größten Erfolge feierte. Dieser Trainer wünschte sich drei erfahrene Spieler, um die herum er eine neue Mannschaft aufbauen wollte. Einer von diesen Trainern war Ali Beykoz. Nach dem Wechsel wurde er als erfahrenster Spieler hier auf Anhieb zum Mannschaftskapitän befördert. In der ersten Saison verfehlte man zum Saisonende den Aufstieg. Nachdem in der Saison 1996/97 der direkte Aufstieg in die 1. Liga ebenfalls misslang, qualifizierte sich der Verein für die Playoffs der 2. Lig, in denen der letzte Aufsteiger indirekt bestimmt wurde. In den Playoffs erreichte man das Finale und unterlag hier im Elfmeterschießen Ankara Şekerspor.
Zum Saisonende verließ er Adanaspor und kehrte mit der Absicht des Karriereendes nach Bolu zurück. Hier überredete der Vereinspräsident des hiesigen Amateurvereins Mudurnuspor Beykoz, diesen Verein als Spielertrainer zu betreuen. So begann Beykoz nach sechsmonatiger Pause zum Frühjahr 1998 wieder mit dem Fußballspielen. Diesen Verein führte er bereits nach einer Saison zur Meisterschaft und damit zum Aufstieg in die 3. Lig. Nachdem er eineinhalb Jahre in der 3. Lig für Mudurnuspor gespielt hatte, wurde der Verein wegen Schulden beschlagnahmt. Der Ligakonkurrent Türk Telekomspor erfuhr von diesem Umstand und verpflichtete Beykoz als Leihspieler für die Rückrunde der Saison 1999/2000. Hier erreichte man zum Saisonende die Meisterschaft der 3. Lig und damit den Aufstieg in die 2. Lig. Anschließend beendete er zum Sommer 2000 seine aktive Fußballspielerkarriere.

## Trainerkarriere
Beykoz arbeitete bereits während seiner Zeit bei Mudurnuspor als Spielertrainer und führte diesen Verein in die TFF 3. Lig. Anschließend setzte er seine Spielerkarriere bei Türk Telekomspor durch. Im Anschluss an seine Spielerkarriere begann er bei Boluspor als Jugendtrainer zu arbeiten. Bereits im Februar 2001 wurde er bei diesem Verein Co-Trainer der Profimannschaft. Im September 2002 übernahm er bei seinem alten Verein Düzcespor den Cheftrainerposten. Nach einem Jahr bei dieser Tätigkeit wurde er bei Boluspor wieder als Co-Trainer vorgestellt.
Ab Sommer 2004 trainierte er für zwei Jahre Gölcükspor und übernahm anschließend den Istanbuler Verein Alibeyköyspor. Diesen Verein führte er zum Playoff-Sieg der Drittligasaison 2006/07 und damit zum Aufstieg in die TFF 2. Lig. Anschließend trainierte er noch ein Jahr Alibeyköy und danach mehrere Teams der TFF 3. Lig bzw. TFF 2. Lig.
Im Sommer 2012 trainierte er wieder die Jugendmannschaft von Boluspor. Zur Spielzeit 2013/14 wurde er bei diesem Zweitligisten als Cheftrainer vorgestellt. Nach dreizehn Spieltagen trat er von seinem Amt zurück.

## Erfolge

### Als Spieler
Mit Adanaspor
- Meister der TFF 1. Lig und Aufstieg in die Süper Lig: 1987/88

Mit Bursaspor
- Türkischer Pokalfinalist: 1991/92
- Başbakanlık Kupası: 1992

Mit Mudurnuspor
- Meister der Regionalen Amateurliga und Aufstieg in die TFF 2. Lig: 1997/98

Mit Türk Telekomspor
- Meister der TFF 2. Lig und Aufstieg in die TFF 1. Lig: 1999/2000

### Als Trainer
Mit Mudurnuspor
- Meister der Regionalen Amateurliga und Aufstieg in die TFF 2. Lig: 1997/98

Mit Alibeyköyspor
- Playoff-Sieger der TFF 3. Lig und Aufstieg in die TFF 2. Lig: 2006/07